# فیلیپ بلان
فیلیپ بلان
(انگلیسی: Philippe Blain؛ زادهٔ ۲۰ مهٔ ۱۹۶۰) بازیکن سابق و مربی فعلی والیبال اهل فرانسه است. او هم اکنون سرمربیگری تیم ملی والیبال ژاپن را بر عهده دارد. بلان در زمان مربی‌گری استفان آنتیگا سرمربی تیم ملی لهستان، کمک وی بود. بلان از سال ۱۹۸۴ تا ۱۹۸۷ بازیکن و از سال ۲۰۰۲ تا ۲۰۱۲ سرمربی تیم ملی والیبال فرانسه بوده‌است. فیلیپ در قهرمانی جهان ۱۹۸۶ به عنوان باارزش‌ترین بازیکن مسابقات انتخاب شد.